# Sandsjötjärnen, Västmanland
Sandsjötjärnen är en sjö i Hällefors kommun i Västmanland och ingår i Göta älvs huvudavrinningsområde.